# عفن

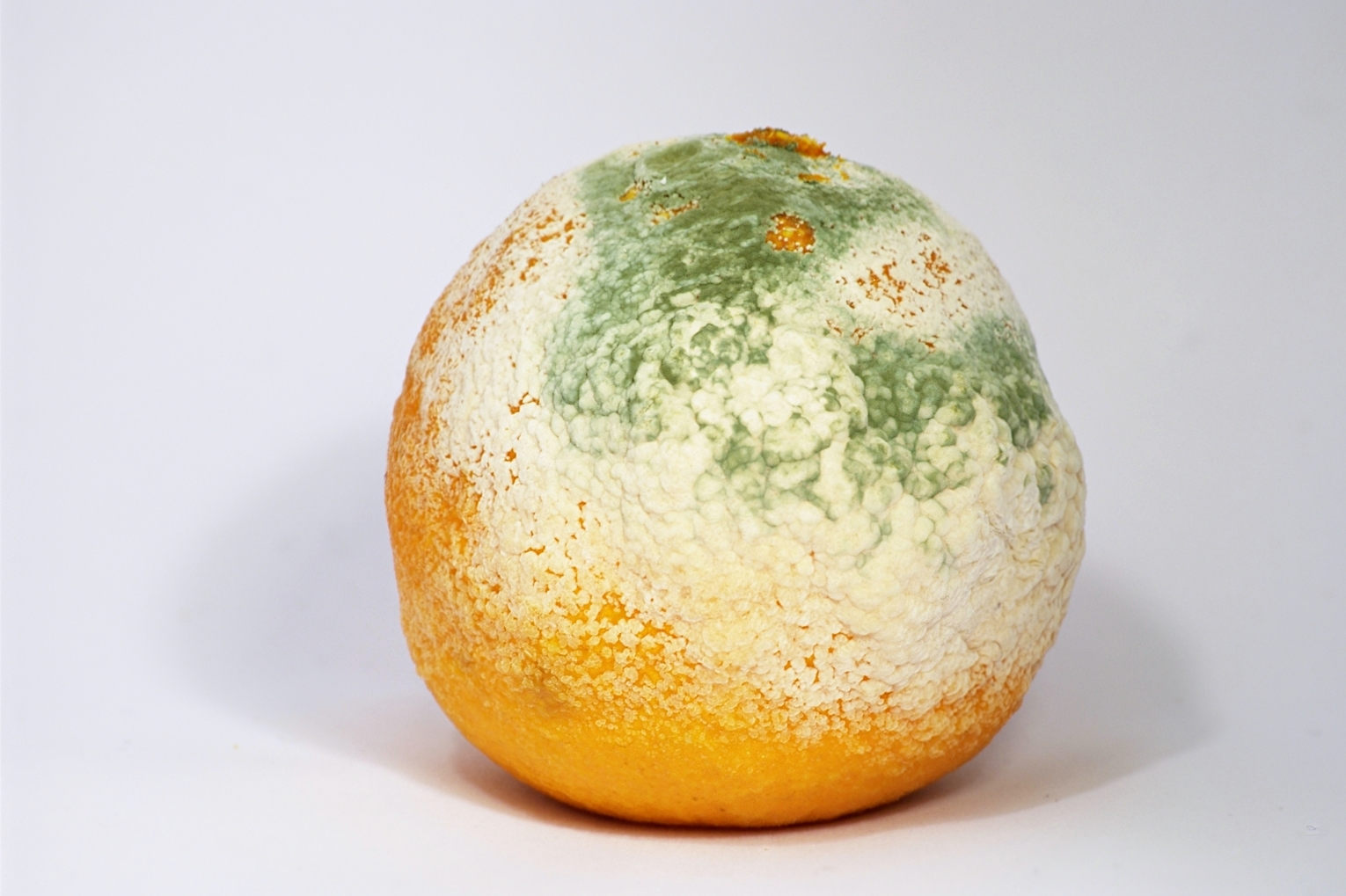
عفن ينمو على الكلمنتينا

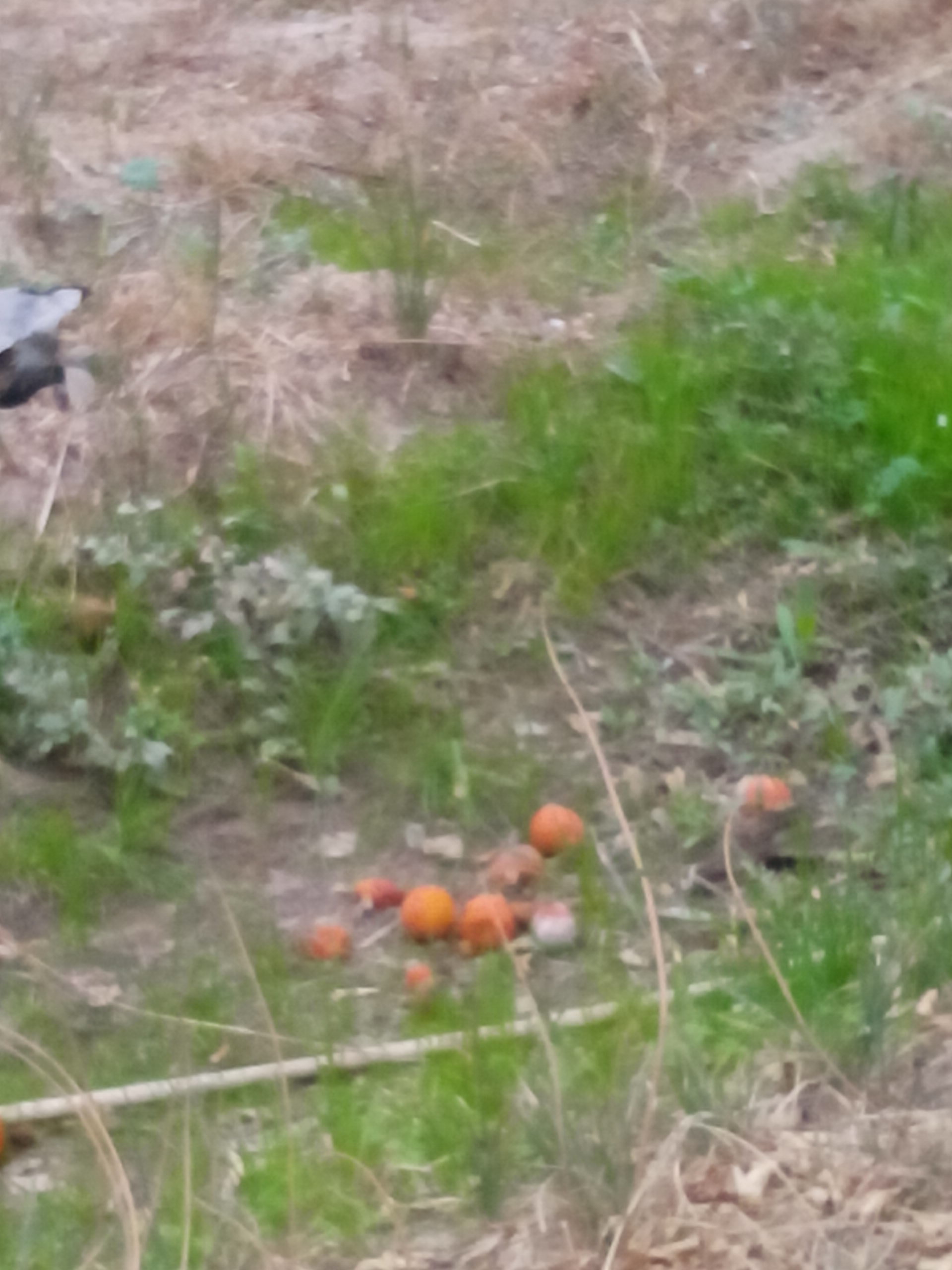
عفن يظهر على بعض ثمار البرتقال التالفة والمتروكة على الأرض

العفن هو مجموعة من عدة فصائل من الفطريات متعددة الخلايا، قادرة على أن تغطي بعض السطوح في أشكال إسفنجية وعادة ما تتكاثر من خلال استنساخ الجراثيم.
عادة ما يُسمى عفنا: تكتلات الخلطات الرقيقة التي تتشكل على النبات أو الحيوان وتظهر بشكل عام كطبقة رغوية أو خيطية وتُعدّ علامة على تحلل وفساد المواد.
العفن مشكلة في المناطق المغلقة مثل الأقبية والحمامات، ويكثر في المناطق التي تتعرض للفيضانات، ويمكن أن يرى على الجدران والسقوف، ونموه قد لا يتوقف عند الطبقة السطحية بل يهاجم مناعة أجزاء البناء، وتنبعث منه رائحة كريهة (رائحة العفن)، وينمو العفن في الأماكن عديمة التهوئة، ولا سيما في الحاويات، والبرك، وحتى المبردات والمجمدات.
وتستخدم أنواع محددة من العفن في إنضاج بعض أنواع الأجبان مثل: روكفور وكامامبير، ويصنف العفن في مجال حقيقية النواة في مملكة الفطريات.